# La Marina
|  | Per a altres significats, vegeu «Marina». |

La Marina és una comarca natural i històrica del País Valencià que administrativament està dividida entre les comarques de la Marina Alta i la Marina Baixa. En formaven part els municipis actuals d'Alcalalí, Benissa, Calp, Llíber, Senija, Teulada, Xaló (part de l'actual Marina Alta), i tots els municipis de la Marina Baixa. Apareix en el mapa de comarques d'Emili Beüt "Comarques naturals del Regne de València", publicat l'any 1934.
A pesar del gran nombre de delimitacions que s'han proposat per a la Marina al llarg del segle xx, cap d'aquestes propostes no es correspon amb els límits històrics d'aquesta comarca, que, d'altra banda, han anat variant al llarg dels temps. Sovint s'entén com a delimitació tradicional de la Marina l'espai que hi ha des de Teulada fins a la Vila Joiosa. A voltes s'hi inclouen els municipis de Xàbia, el Poble Nou de Benitatxell (comunament inclosos dins del Marquesat de Dénia) i de Busot i Aigües de Busot (sovint inclosos en l'Horta d'Alacant).